# Воды слонам!
«Воды́ слона́м!» (англ. «Water for Elephants») — кинофильм режиссёра Фрэнсиса Лоуренса по одноимённому бестселлеру Сары Груэн. Премьера в России прошла 21 апреля 2011 года.

## Сюжет
Чарли О’Брайан, владелец передвижного цирка, после представления знакомится с 93-летним Джейкобом Дженковски, который отстал от группы своего дома престарелых. Джейкоб рассказывает, что раньше работал в цирке и был свидетелем одной из величайших катастроф на арене.
В годы Великой депрессии Джейкоб — способный 23-летний ветеринар, переехавший с семьёй из Польши в США. В день проведения итогового экзамена в Корнеллском университете юноше сообщают о гибели в автокатастрофе его родителей. Банк забирает дом Джейкоба в счёт долга за его обучение. Оставшись один, Джейкоб не видит смысла получать диплом ветеринара и садится в проезжающий поезд, принадлежащий цирку братьев Бензини.
Джейкоб знакомится с прекрасной наездницей Марленой. Цирком управляет дрессировщик и конференсье Август, муж Марлены — харизматичный, но вспыльчивый и жестокий человек. Он берёт Джейкоба на работу ветеринаром, когда тот определяет, что цирковая лошадь тяжело больна. Август требует поставить лошадь на ноги, чтобы она работала до самого конца и приносила прибыль. Из-за недостатка средств животных кормят падалью, а работникам задерживают зарплату. Но Джейкоб не может заставить себя мучить животное и, рассказав всё Марлене, пристреливает обречённую лошадь. Август в ярости угрожает сбросить Джейкоба с поезда, если тот не будет ему подчиняться.
Август решает приобрести слониху, чтобы заменить номер с лошадью. Животное быстро привыкает к Марлене и Джейкобу, однако плохо поддаётся дрессировке. Во время представления слониха сбрасывает Марлену, чем вызывает гнев хозяина цирка, который в припадке бешенства избивает слона до полусмерти. Пытаясь вылечить слониху, Джейкоб обнаруживает, что она понимает команды на родном языке ветеринара — польском. Благодаря этому открытию животное быстро осваивает новые трюки. Номер с участием слонихи вызывает большой интерес у зрителей во всех городах, цирк начинает зарабатывать огромные деньги.
В процессе дрессировки слонихи Джейкоб и Марлена сближаются. Юноша влюбляется в неё, и Марлена вскоре начинает отвечать ему взаимностью. Август начинает подозревать жену и решает избавиться от Джейкоба, сбросив его ночью с поезда. Марлена узнаёт об этом и сбегает вместе с Джейкобом, но подручные Августа находят их в гостинице и возвращают дрессировщицу в цирк, а Джейкоба сильно избивают.
Пробравшись обратно в цирк, Джейкоб узнаёт, что двух его знакомых работников убили, сбросив на ходу с поезда. На следующем представлении работники цирка из мести выпускают из клеток диких зверей. Зрители в ужасе убегают. Август, увидевший Джейкоба и Марлену вместе, в ярости пытается задушить жену. В этот момент слониха освобождается от цепи и убивает Августа колышком, которым была пришпилена к земле.
Не найдя виновных, власти закрывают цирк. Джейкоб возвращается в Корнелл и получает диплом. В настоящем он воспоминает, как они с Марленой перешли в другой цирк, где Марлена работала наездницей, а Джейкоб ветеринаром. Они женятся и покупают дом с землёй для лошадей и слонихи, которых взяли с собой. У них рождается пятеро детей. После долгих счастливых лет вместе Марлена умирает.
Рассказав свою историю, Джейкоб просит взять его в передвижной цирк кассиром, и хозяин цирка соглашается. Джейкоб говорит, что «вернулся домой».

## В ролях
- Роберт Паттинсон — Джейкоб Дженковски
- Риз Уизерспун — Марлена Розенблют
- Кристоф Вальц — Август Розенблют
- Хэл Холбрук — Джейкоб Дженковски в старости
- Пол Шнайдер — Чарли О’Брайен
- Кен Фори — Эрл
- Тим Гини — Бриллиантовый Джо
- Марк Повинелли — Кинко / Уолтер
- Скотт Макдональд — Блэки
- Джим Нортон — Кэмел
- Ричард Брейк — Грэди
- Джеймс Фрэйн — ответственный за слониху Рози

## Интересные факты
- В фильме «Ярмарка тщеславия» (2004) Роберт Паттинсон исполнил роль сына героини Риз Уизерспун, однако сцены с его участием были вырезаны при монтаже[2]. Этот факт был использован на MTV Movie Awards 2011, где при вручении награды Паттинсон заявил Уизерспун, что не вырезал её, но «трахнул»[3].
- Сцена удушения Марлены Августом скопирована из фильма «Бесславные ублюдки», где герой Кристофа Вальца проделывал то же самое по отношению к героине Дианы Крюгер, но с большим успехом.
- Изначально роль Августа должен был исполнять Шон Пенн.
- Ченнинг Татум, Эндрю Гарфилд и Эмиль Хирш могли сыграть Джейкоба, а Скарлетт Йоханссон, в свою очередь, пробовалась на роль Марлены.
- Из-за съёмок в этом фильме Кристофу Вальцу пришлось отказаться от роли Зигмунда Фрейда в картине «Опасный метод» (2011).
- В действительности у льва есть зубы, но при помощи цифровой обработки их удалили.
- В качестве основы сценария был использован роман Сары Груэн «Воды слонам!», написанный в рамках NaNoWriMo.